# 屋敷かおり
屋敷 かおり（やしき かおり、1970年2月4日 - ）は日本の元女優、モデル。福岡県北九州市出身。身長166cm、体重50kg。血液型はO型。ウイントに所属していた。それ以前にはパステル・コーポレーション、パラダイスに所属していた。スリーサイズはB:78、W:59、H:85。東京都立鷺宮高等学校卒業、玉川大学文学部卒業。

## 経歴・人物
兄がいる。小学校に入学したばかりの頃にモデルクラブにスカウトされたことがある。中学3年生の時にモデル活動を開始。1986年4月に資生堂のPR誌の表紙モデルとしてデビュー。『JJ』のモデルやJR東海のCMで注目を集め、女優業にも進出して活躍したが、1993年以降は活動の形跡がない。

## 出演作品

### テレビドラマ
- スケバン刑事III 少女忍法帖伝奇（1986年 - 1987年、フジテレビ） - ミヨズ 役
- 藤子不二雄の夢カメラ 第3話「もしもカメラ」（1988年3月10日、フジテレビ）
- あきれた刑事 第22話（1988年3月23日、日本テレビ） - 女子大学生
- 池中玄太80キロ・III（1989年、日本テレビ）
- 勝手にしやがれヘイ!ブラザー 第3話「化身」（1989年10月27日、日本テレビ） - 森美奈子 役
- 聖夜週特別ドラマ「さかなでバーのクリスマス」（1989年12月24日、フジテレビ）
- トップスチュワーデス物語（1990年、TBS）
- パナソニックスペシャル「キスの温度〜いちばん近い他人〜」（1990年5月9日、日本テレビ） - 坂口冬美 役
- 東京ストーリーズ 第41回「恋の熱帯低気圧」（1990年9月3日、フジテレビ） - 主演・さよ子 役
- 土曜グランド劇場「お父さん」（1990年、日本テレビ）
- 市川準の東京日常劇場 ペーパームーン（1991年、テレビ朝日） - 主演

### オリジナルビデオ
- 乙女物語3 Hなビンビン大作戦!! サンゴ礁の贈りもの（1992年）

### CM
- 丸井
- 資生堂「プルミエ」／「UVホワイトパウダー」（1987年）
- 東海旅客鉄道（JR東海）「プレイバックエクスプレス」（1988年）
- 日清製粉「オーマイスパゲティ」
- 松下電器 テレビデオ「T-SHOT」
- 不二家
- ライオン「バファリンL」（1993年）

## 略歴
1. 1 2 3 4 5 6  週刊テレビ番組（東京ポスト）1987年2月20日号「プロフィール」48頁
2. 1 2  JICC出版局（宝島社）『NIPPONアイドル探偵団'89』63頁
3. 1 2  河北新報 1987年2月27日朝刊 24面「登場」コーナー